# Franco Cervi
Franco Emanuel Cervi (phát âm tiếng Tây Ban Nha: [ˈfɾaŋko emaˈnwel ˈseɾβi]; 26 tháng 5 năm 1994) là một cầu thủ bóng đá chuyên nghiệp người Argentina hiện đang chơi cho câu lạc bộ Tây Ban Nha Celta de Vigo và Đội tuyển bóng đá quốc gia Argentina ở vị trí tiền vệ cánh.